# Pilaria alboposticata
Pilaria alboposticata là một loài ruồi trong họ Limoniidae. Chúng phân bố ở miền Ấn Độ - Mã Lai.